# Premochtherus
Premochtherus is een vliegengeslacht uit de familie van de roofvliegen (Asilidae).

## Soorten
- P. alashanicus Lehr, 1996
- P. aquitanus (Tsacas, 1964)
- P. detortus (Tsacas, 1968)
- P. dichromopygus (Tsacas, 1965)
- P. firmus (Tsacas, 1968)
- P. fuscifemoratus (Macquart, 1838)
- P. helictus (Tsacas, 1968)
- P. jucundus (Lehr, 1964)
- P. kozlovi (Lehr, 1972)
- P. ravus Lehr, 1996
- P. sardus (Tsacas, 1965)
- P. sphaeristes (Tsacas, 1963)
- P. striatipes (Loew, 1849)
- P. tashcumarius Lehr, 1996